# Arusianus Messius
Arusianus Messius (4. század – 5. század) római író.
395 körül írta iskolai használatra azt az „Exempla elocitionum ex Vergilio, Sallustio, Terentio, Cicerone” című munkát, amelyet sokáig tévesen Frontónak tulajdonítottak. A mű betűrendes összeállítás feltehetőleg szónoklattani iskolák számára azoknak a szavaknak, amelyek különböző mondatfűzésben fordulnak elő, ellátva egy-egy példával az említett írók munkáiból.